# 沈睿
沈睿（1959年—），女，原名沈睿花，曾用名沈岩。美国华裔教授、学者、作家、诗人、翻译家，女权主义者。出生于北京市，文革后首批大学生，获中文学士，曾任中国社会科学院外国文学研究所《文艺理论译丛》编辑。后到美国留学，获比较文学硕士、博士，现为美国莫尔豪斯学院教授。独立中文笔会创始会员。

## 生平
1959年出生于北京，1966年入小学，1972年入北京市第九十八中学。1977年初高中毕业，当年3月作为“知识青年”下放到北京市远郊延庆县山区农村，在莲花池人民公社北地大队插队落户。同年12月，参加[[文革结束一年后恢复的首次高考，被武汉大学中文系录取，次年3月入校，1982年3月毕业，被分配到国家水电部。
1982年1月10日，其闺密、北京市出租汽车公司驾驶员姚锦云，受车队领导罚款三十元多抗辩不果而遭停工之事刺激，驾车开到天安门广场，企图撞击金水河桥栏自杀，冲过广场密集游客人群，致使五人死亡和十九人受伤，自己轻伤被捕。因此，司法机关“从重从快”结案，二十天后判处死刑，再十八天后处决，距她24岁生日仅五天。沈睿受姚案刺激颇深，曾给法院写信，甚至表示：“我愿意坐二十年牢，以此免除姚锦云的死刑”，后来回忆说“姚锦云被处决之后，我精神几近疯狂”。她由此开始思考人的生命权为至高价值——“每一个人的生命都是可贵的”，成为反对死刑的人道主义者和人权活动者。
1989年，考入中国社会科学院外国文学研究所英语研究室，任《文艺理论译丛》编辑。1992年春，结识到中国作访问研究的英国汉学家艾华，因自己和亲友的社会及家庭遭遇而受其影响，开始倾向女权主义。
1994年赴美国留学，在俄勒冈大学获比较文学硕士、博士学位，2001年又获该校妇女研究证书，此后曾任教于缅因州宝盾学院、宾州葛底斯堡学院、马里兰州美国海军学院等，现为美国莫尓豪斯学院教授。学术研究主要方向为二十世纪中国文学和电影，此外也撰写文化、电影、时事评论，以及其他散文、诗歌等文学创作，应邀为中国《新京报》、《南方都市报》专栏作家。
2001年，与其他三十位海内外中文作家创建中国独立作家笔会（2005年起改名独立中文笔会）。
2005年，完成长篇回忆录《残酷的青春——世界以痛吻我，我仍报以欢歌》（又题为《姚锦云和我的故事》）。此文被中国著名作家兼编辑丁东赞为“沈睿最有份量的作品”，“……女性主义，这个过去中国人不熟悉的视角，沈睿运用得淋漓尽致。在中国文学中，少女青春期的性心理很少写得这样鲜活，这样令人心碎。……所以沈睿此文的篇幅虽然近80页，我仍然整篇收入”编录的回忆文选《风雨同窗》。
2006年，发表长文《走向女权主义》，收入当年出版的曹保印编录的自述文选《精神历程：36位中国当代学人自述》，成为她被视作“真正的中国第一代女权主义者的代表”的宣言书。2008年，在北京出版其主要译著——美国著名女权主义理论家、作家、诗人贝尔·胡克斯（bell hooks）的《激情的政治: 人人能懂的女性主义》（原书名：Feminism is for everybody: passionate politics）

## 主要作品
- 残酷的青春（2005），收录于. 当代中国出版社. 2011.ISBN 9787500849728
- 走向女权主义（2006），收录于. 中国工人出版社. 2006.ISBN 9787801705204
- 胡克斯（Bell Hooks）. . 金城出版社. 2008.ISBN 9787802510470
- . 文汇出版社. 2009.ISBN 9787807415978
- . 商务印书馆. 2011.ISBN 9787100083393
- . 中国商业出版社. 2012.ISBN 9787504478016
- . 山西教育出版社. 2015.ISBN 9787544074841